# Kanalski most, Béziers
Kanalski most čez reko Orb (francosko Pont-canal de l’Orb ali Pont-canal de Béziers) je koritast most za reko Orb, ki vodi preko prekopa Canal du Midi v Béziersu v departmaju Hérault v regiji Oksitanija.

## Opis
Sam koritast most – akvadukt –  je dolg 143,4 m, širok 15 m in visok okoli 12 m. Na obeh koncih je uokvirjen opornikom dolgim 27,4 m in širokim približno 31,5 m. Na teh opornikih je kanal s širokim čakalnim in izogibalnim mestom v obliki trobente zožen do širine plovbe na koritu. V opornikih sta na obeh bregovih speljani poti v 4,86 m širokih obokih. Na splošno je zgradba dolga 198,2 m.
Prometni pas na mostu je širok 8,0 m in globoka 1,95 ob normalni vodni gladini. Na obeh straneh ga spremljajo 3,2 m široke vlečne poti, tlakovane s podolgovatimi prodniki, na katerih bi lahko drug ob drugem, v močnem vetru, hodila dva konja . 1,3 m visok zid tvori zaključek ob strani.
Plovni prostor s svojo veliko težo podpira 7 kamnitih obokov z razponom 17 m in 6 stebrov iz naravnega kamna, debeline 3,5 m. Vlečne poti so podprte z 2,95 m visokimi in 1,2 m širokimi arkadami, katerih odprte stranice so zasnovane kot arkade z 11 majhnimi loki nad vsakim obokom. S tem je most ne samo prijeten na izgled, ampak je tudi znatno zmanjšal težo njegovih lokov.

## Zgodovina
Od leta 1681 do odprtja kanalskega mostu v Béziersu leta 1857 so morale ladje uporabljati strugo reke Orb na razdalji približno 800 m, kar je bilo pogosto povezano s težavami zaradi nihajočega vodostaja majhne reke kljub vgrajeni zajezitvi in drugim izboljšavam. Vauban je že predlagal akvadukt nad reko Orb, vendar ga ni izvedel kot »preveč ambiciozen in predrag« .
Leta 1854 je bil skoraj dokončan Canal latéral à la Garonne (stranski kanal Garone). To bi bila neprekinjena kanalska povezava od Atlantika do Sredozemskega morja, ki ga moti samo prečkanje Orb v Beziersu. Zato je bilo odločeno, da se zgradi kanalski most. Temeljni kamen so postavili oktobra istega leta . Kot oblikovalec je bil Jean-Polikarpe Maguès (1777–1856) a je večinoma imenoval svojega sina Urbaina Maguèsa (1807–1876) , oba sta bila v tistem času glavna inženirja Canal du Midi.
Kanalski most je približno na sredini odseka reke Orb, ki se je uporabljal za ladijski promet. Canal du Midi je bil zato preurejen: na levi, severni strani Orb, so ustje kanala zaprli. V ta namen je bil med dvema sklopoma zapornic narejen Port Neuf (Novo pristanišče), ki je povezano z mostom prek omenjenega čakalnega in izogibalnim mesta. Na desni, južni strani Orba, je bil most povezan s komoro 7 zapornice Fonserannes z 1 km dolgim kanalom, tako da se od takrat uporablja le šest komor. Staro pristanišče Port de Notre-Dame, ki je pod omenjenimi zapornicami, zaradi moderne cestne gradnje ni več uporabno; ustrezen odsek kanala se zdaj imenuje Canalet de Notre-Dame.
Kanalski most je bil zgrajen, ko je kanalski promet začel čutiti konkurenco novih železnic. Canal du Midi je bil leta 1858 v najemu Compagnie des chemins de fer du Midi, ki je spodbujala tovorni prevoz po železnici. Leta 1898 sta se kanal in kanalski most vrnila v last in upravljanje države. Uprava Voies navigables de France (VNF) nadzira kanal in kanalski most od leta 1992.
Kanalski most Béziers je zgodovinski spomenik od 22. septembra 1996. .